# Museu da Baronesa
O Museu da Baronesa foi inaugurado em 1982, e é uma instituição cultural da Secretaria da Cultura da Prefeitura Municipal de Pelotas. Foi tombado como patrimônio histórico do município em 1985. Está localizado no bairro do Areal, região conhecida pelos estabelecimentos de charqueadas no início do século XIX.

## Conjunto Arquitetônico
O Museu da Baronesa foi instalado em uma antiga residência construída em 1863, na antiga Chácara dos Barões de Três Serros. Acredita-se que foi erguido a pedido de Aníbal Antunes Maciel (1838-1887), o primeiro proprietário.
A edificação juntamente com o terreno de sete hectares foram doados ao município de Pelotas em 1978. É uma construção no estilo eclético, em planta quadrada com varanda decorada com lambrequins, capela, sala de costura, salão de festa, pátio central e um outro pátio ao fundo levando para a ala dos quartos dos empregados. À frente do solar encontra-se um jardim no estilo francês com um chafariz e canteiros simétricos.
Além da residência, também fazem parte do conjunto arquitetônico canais com pontes e lagos com ilha, uma casa de banho, um castelinho no estilo romântico, uma gruta com pedras de quartzo e um sobrado no estilo bangalô americano de 1935.
A casa de banho está localizada ao fundo da residência, é uma torre com escada lateral e base cilíndrica. Possui três pavimentos, o térreo onde ficava uma cisterna e que atualmente está fechada, no pavimento superior à este está a  banheira com fundo  de mármore, azulejos europeus e no último pavimento, era o reservatório de água que está desativado.
O castelinho foi construído para abrigar coelhos e pombos. A gruta está localizada em um jardim no estilo inglês e da água desta gruta surgem dois lagos com pontes rústicas sobre eles.

## Museu e Acervo

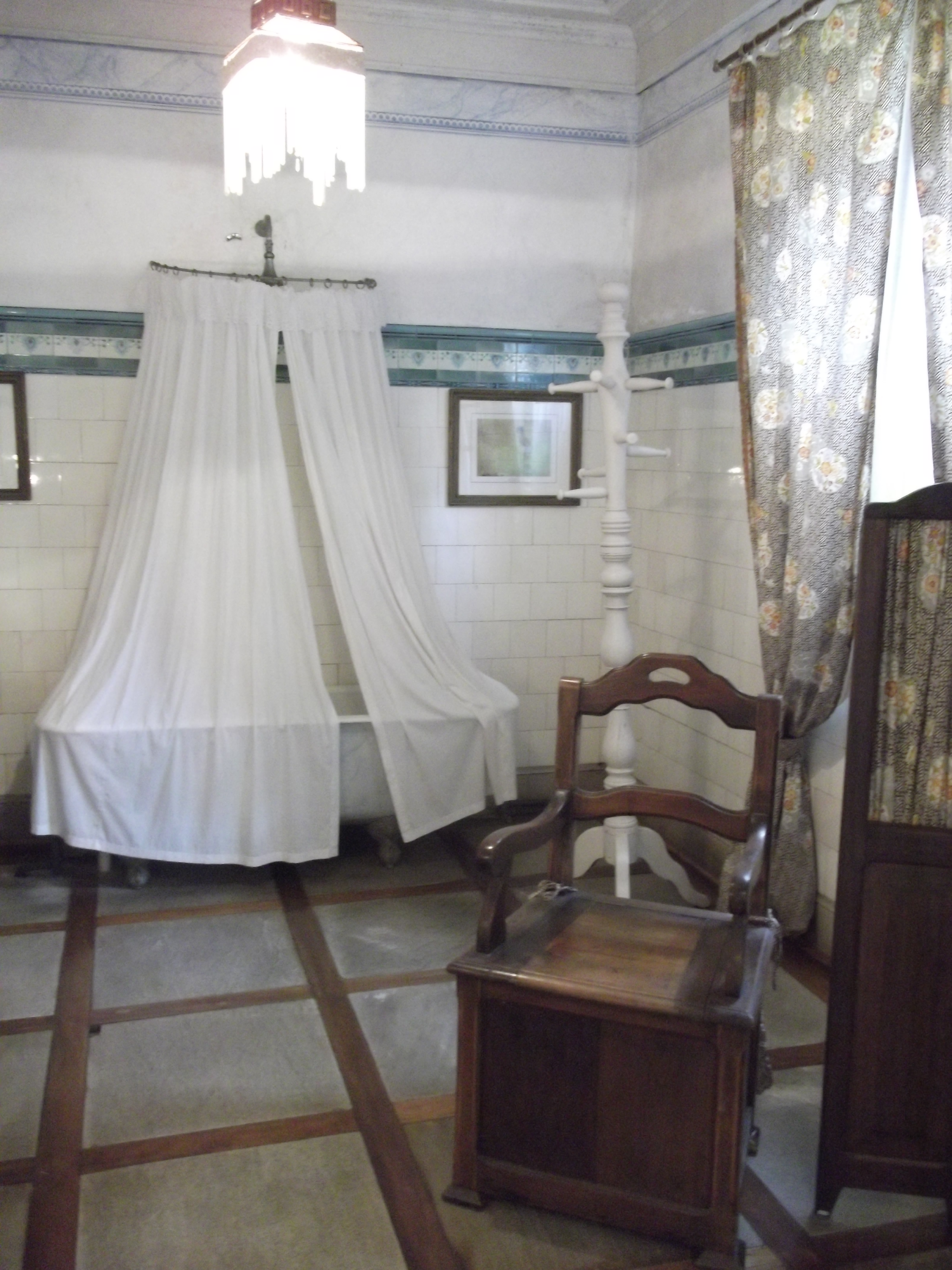
Acervo Museu da Baronesa

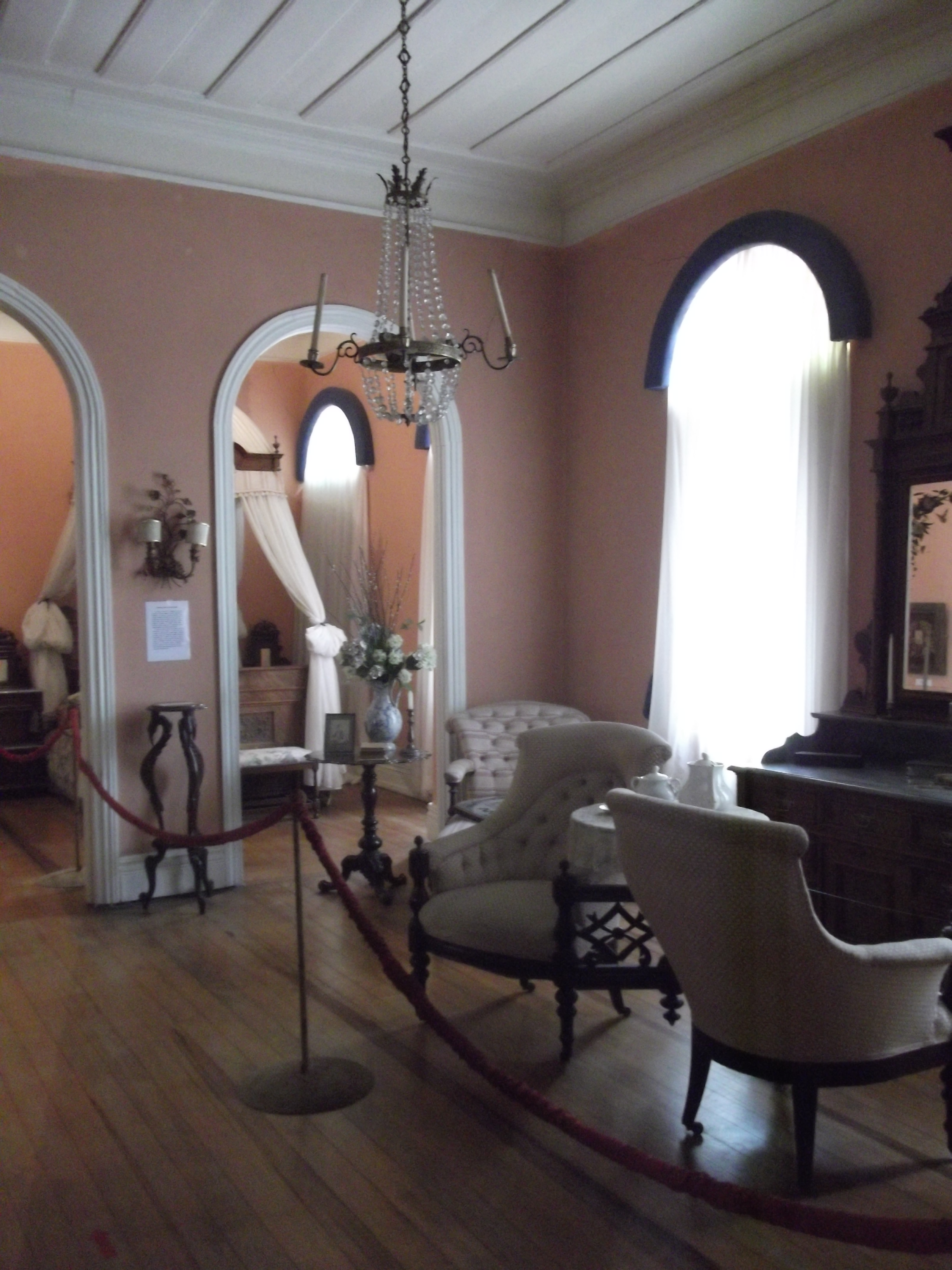
Acervo Museu da Baronesa

Possui um acervo de mais de três mil peças, retratando os hábitos da sociedade pelotense do final do século XIX ao início da década de 1930. Entre as peças estão vestimentas femininas e masculinas, camisolas, roupas íntimas, de cama, mesa e banho, mobiliário, objetos de uso pessoal, documentação histórica e fotografias.
Destaca-se uma coleção de móveis e acessórios pertencentes à família Antunes Maciel, antigos moradores do Solar e que fez parte do acervo inicial. Também vale ressaltar a coleção pertencente ao artista plástico Adail Bento Costa, com móveis, leques, porcelanas, pratarias, armários, paramentos, vestes, fardas militares e imagens de madeira. Dona Antonia Berchon Sampaio também contribuiu com o acervo emprestando mobiliários e vários outros objetos.
O Museu da Baronesa conta a história através de seus objetos, mas também através do ambiente:  sua arquitetura e tudo o que compõe o extenso parque, representam a forma de vida das famílias abastadas e dos negros escravizados e trabalhadores desse período. A partir do Museu é possível refletir sobre os hábitos, o cotidiano, o modo de ser e de viver em tempos passados. No Museu da Baronesa há diferentes tipos de objetos: móveis, vestimentas, acessórios de vestuário, pinturas, objetos de uso cotidiano, e de decoração.